# Nicky Wire

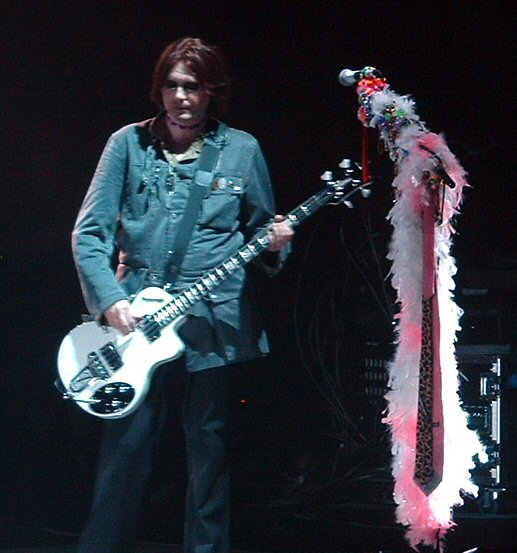
Nicky Wire

Nicky Wire, egentligen Nicholas Allen Jones, född 20 januari 1969 i Tredegar, Wales, är basist och låtskrivare i det walesiska rockbandet Manic Street Preachers. 
På Manic Street Preachers första skivor skrev Wire alla texter tillsammans med gitarristen Richey James Edwards. Sedan Richeys spårlösa försvinnande 1995 har dock Wire fortsatt skriva själv. Bland annat skrev Wire bandets hittills största hit, "If You Tolerate This Your Children Will Be Next" från albumet This Is My Truth Tell Me Yours. 
På juldagen 2005, släppte Wire en låt för nedladdning från sitt soloprojekt. Låten kallad "I Killed the Zeitgeist" fanns endast tillgänglig under en dag på Manic Street Preachers webbplats. Hans soloalbum I Killed the Zeitgeist gavs ut i september 2006.